# Sabroso Sport Clube
O Sabroso Sport Clube é um clube de futebol português, localizado na freguesia de Sabroso de Aguiar, concelho de Vila Pouca de Aguiar, distrito de Vila Real. Foi fundado em 1978 e o seu atual presidente é Carlos Anjos. O seu campo de jogos é o Campo Avenida (Lotação: 1500).
Na temporada 2009-10, foi promovido à primeira divisão do Campeonato Distrital da Associação de Futebol de Vila Real.

## Ligas
- 2005-2006 - Divisão de Honra (Associação de Futebol de Vila Real)

## Marca do equipamento
Lacatoni

## Patrocínio
- BritAnteros